# Cheyres
Cheyres (toponimo francese) è una frazione di 1 434 abitanti del comune svizzero di Cheyres-Châbles, nel Canton Friburgo (distretto della Broye).

## Geografia fisica
Cheyres si affaccia sul Lago di Neuchâtel.

## Storia

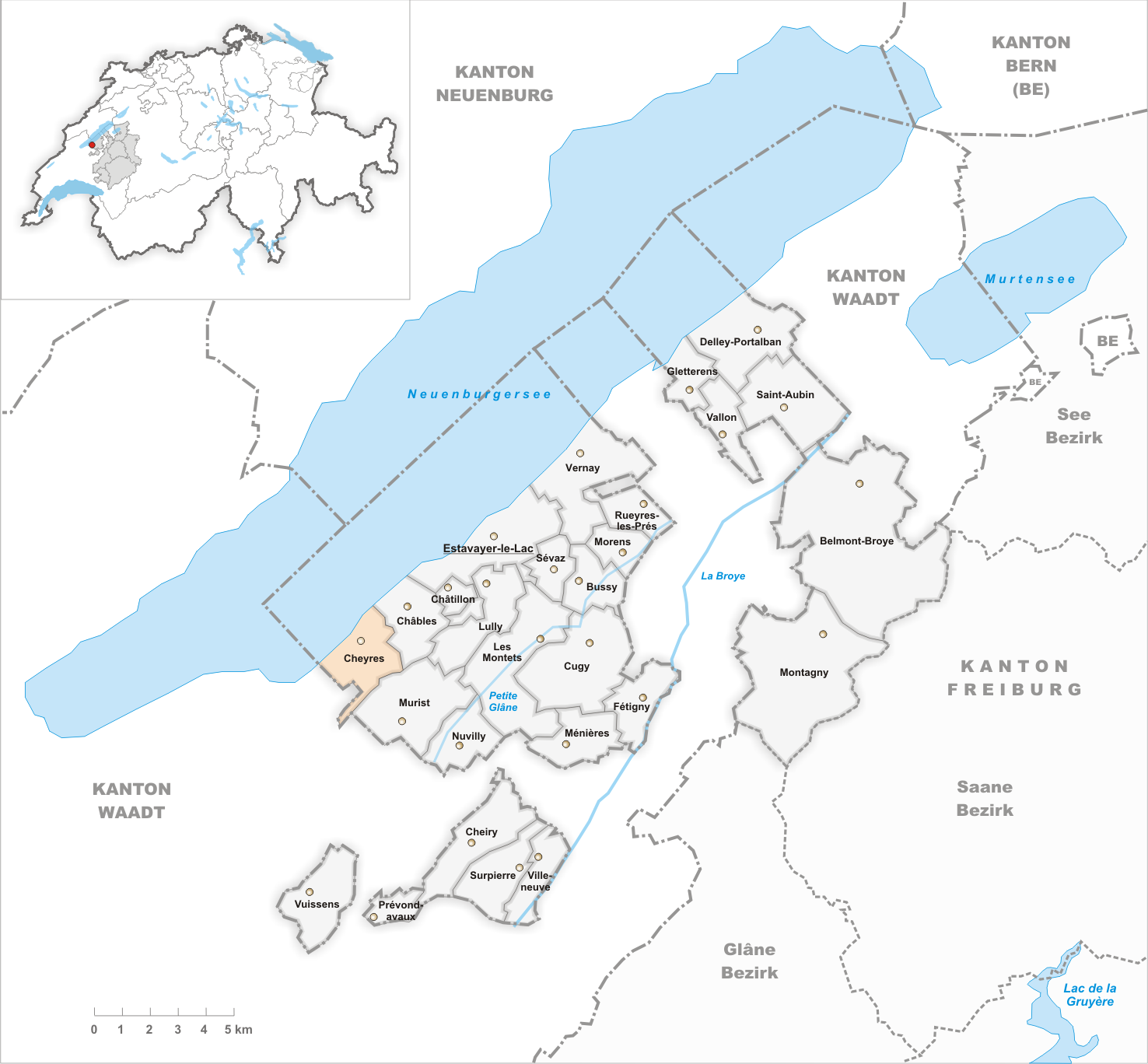
Il territorio del comune di Cheyres prima degli accorpamenti comunali del 2017

Già comune autonomo che si estendeva per 5,16 km² e che comprendeva anche la frazione di Granges-de-Cheyres, il 1° gennaio 2017 è stato accorpato all'altro comune soppresso di Châbles per formare il nuovo comune di Cheyres-Châbles, del quale Cheyres è il capoluogo.

## Monumenti e luoghi d'interesse
- Chiesa cattolica di San Nicola, eretta nel 1464 e ricostruita 1749-1752[1];
- Castello di Cheyres, ricostruito nel 1773-1774[1].

## Società

### Evoluzione demografica
L'evoluzione demografica è riportata nella seguente tabella:
Abitanti censiti

## Infrastrutture e trasporti

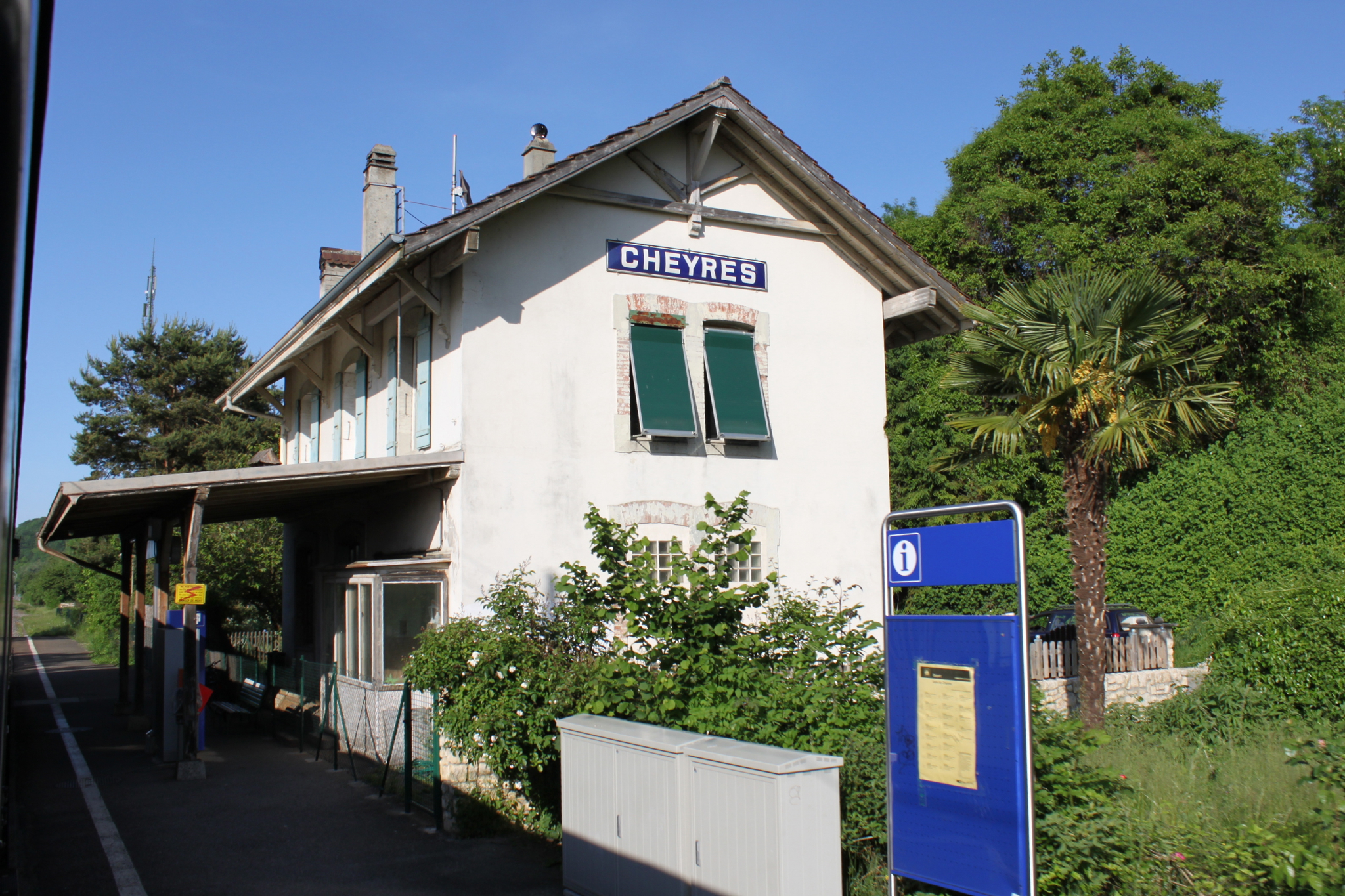
La stazione di Cheyres

Cheyres è servito dall'omonima stazione sulla ferrovia Friburgo-Yverdon.

## Amministrazione
Ogni famiglia originaria del luogo fa parte del comune patriziale che ha la responsabilità della manutenzione di ogni bene comune.